# Vehkalahti
Vehkalahti (suédois : Veckelax) est une ancienne municipalité entourant la ville de Hamina dans le sud-est de la Finlande.
Au 1er janvier 2002, Vehkalahti avait une superficie de 588,3 km2.
Au début 2003, Hamina et Vehkalahti se sont regroupées pour former la nouvelle ville de Hamina.

## Géographie
Les communes voisines de Vehkalahti avant le regroupement etaient Anjalankoski, Hamina, Kotka, Luumäki, Miehikkälä et Virolahti.

## Personnalités
- Tapio Korjus (1961-), champion olympique du lancer du javelot en 1988.